# Japanische Badmintonmeisterschaft 1980
Die Japanische Badmintonmeisterschaft 1980 war die 34. Austragung der nationalen Titelkämpfe im Badminton in Japan.

## Medaillengewinner
| Disziplin    | Gold                           | Silber                            | Bronze                                                  |
| ------------ | ------------------------------ | --------------------------------- | ------------------------------------------------------- |
| Herreneinzel | Hiroyuki Hasegawa              | Kinji Zeniya                      | Masao Tsuchida                                          |
| Herreneinzel | Hiroyuki Hasegawa              | Kinji Zeniya                      | Yoshimitsu Masuda                                       |
| Dameneinzel  | Sumiko Kitada                  | Yoshiko Yonekura                  | Atsuko Tokuda                                           |
| Dameneinzel  | Sumiko Kitada                  | Yoshiko Yonekura                  | Saori Kondo                                             |
| Herrendoppel | Masao Tsuchida Yoshitaka Iino  | Hiroyuki Hasegawa Toshihiro Tsuji | Nobutaka Ikeda Mikio Ozaki                              |
| Herrendoppel | Masao Tsuchida Yoshitaka Iino  | Hiroyuki Hasegawa Toshihiro Tsuji | Mitsuo Tadokoro Kazuhiro Ohba                           |
| Damendoppel  | Atsuko Tokuda Yoshiko Yonekura | Saori Kondo Mikiko Takada         | Etsuko Toganoo Hiromi Tsukioka                          |
| Damendoppel  | Atsuko Tokuda Yoshiko Yonekura | Saori Kondo Mikiko Takada         | Kazuko Sekine Mitsuyo Tani                              |
| Mixed        | Motoo Nakai Yōko Hata          | Shoichi Toganoo Etsuko Toganoo    | 斉藤敏行 (Toshiyuki Saitō) 渡辺多喜子 (Takiko Watanabe) |
| Mixed        | Motoo Nakai Yōko Hata          | Shoichi Toganoo Etsuko Toganoo    | Kazuhiro Ohba Yuko Iino                                 |

1. ↑  geklammert bei vermuteter Lesung